# Prêmio Charles Hard Townes
O Prêmio Charles Hard Townes (em inglês:  Charles Hard Townes Award) da Optical Society é um prêmio de óptica quântica (física do laser). É denominado em memória de Charles Hard Townes, concedido anualmente desde 1981.

## Recipientes
- 1981 James Power Gordon, Herbert Zeiger
- 1982 Chandra Kumar Patel
- 1983 Robert Hellwarth
- 1984 Weniamin Pawlowitsch Tschebotajew, John Lewis Hall
- 1985 Stephen Ernest Harris
- 1986 Yuen-Ron Shen
- 1987 Hermann Anton Haus
- 1988 Arthur Ashkin
- 1989 Daniel Joseph Bradley
- 1990 Herbert Walther
- 1991 Elias Snitzer
- 1992 Nick Holonyak
- 1993 Claude Cohen-Tannoudji
- 1994 Joseph Henry Eberly
- 1995 Ivan Paul Kaminow
- 1996 Chung Liang Tang
- 1997 Linn Mollenauer
- 1998 Marlan Scully
- 1999 Charles Henry
- 2000 Richard George Brewer
- 2001 Amyand Buckingham
- 2002 Charles Vernon Shank
- 2003 David Hanna
- 2004 Erich Ippen
- 2005 Paul Corkum
- 2006 Orazio Svelto
- 2007 Serge Haroche
- 2008 Robert Alfano
- 2009 Gérard Mourou
- 2010 Ataç İmamoğlu
- 2011 Wilson Sibbett
- 2012 Philippe Grangier
- 2013 Günter Huber
- 2014 Masataka Nakazawa
- 2015 Ursula Keller
- 2016 Robert William Boyd